# Камский сельсовет
Камский сельсовет — сельское поселение в Куйбышевском районе Новосибирской области Российской Федерации.
Административный центр — село Кама.

## История
Статус и границы сельского поселения установлены Законом Новосибирской области от 2 июня 2004 года № 200-ОЗ «О статусе и границах муниципальных образований Новосибирской области»

## Население
| 2002 | 2010 | 2012 | 2013 | 2014 | 2015 | 2016 |
| ---- | ---- | ---- | ---- | ---- | ---- | ---- |
| 1185 | ↘868 | ↘827 | ↘783 | ↘762 | ↘747 | ↘706 |
| 2017 | 2018 | 2019 | 2020 | 2021 |      |      |
| ↘695 | ↘671 | ↘645 | ↘629 | ↘601 |      |      |

## Состав сельского поселения
| № | Населённый пункт | Тип населённого пункта       | Население |
| - | ---------------- | ---------------------------- | --------- |
| 1 | Бекташ           | посёлок                      | ↘23       |
| 2 | Ефремовка        | деревня                      | →1        |
| 3 | Кама             | село, административный центр | ↘560      |
| 4 | Михайловка 2-я   | деревня                      | ↘66       |
| 5 | Шагир            | аул                          | ↘218      |